# María la del barrio
 (срп. Марија из кварта) мексичка је теленовела, продукцијске куће Телевиса, снимана током 1995. и 1996.

## Синопсис
Упркос томе што је орасла у сиромаштву, Марија је скромна девојка. С обзиром на то да једва саставља крај с крајем, принуђена је да обилази сметлишта, не би ли тамо пронашла услове за живот. Иако би многе девојке на њеном месту биле тужне, она је весела, али пре свега племенита. Кума Касилда, која ју је одгајила, успела је да јој усади праве вредности и пружи јој основно образовање. Међутим, Маријин живот се мења након кумине смрти — остаје потпуно сама, а једини ослонац јој је свештеник Онорио, који успева да јој пронађе кров над главом и то у вили богатог дон Фернанда.
Када девојчурак са сметлишта закорачи у свет луксуза, наилази на презир Фернандове супруге Викторије, али пре свега на изругивање његовог сина Луис Фернанда. Свестан да не може укротити Марију, бунтовни и неодговорни младић одлучује да је заведе, несвестан да би јој могао сломити срце. Међутим, не зна се када се судбина смешка гледајући како се у ловца претвара у улов — ни не слути да се полако заљубљује у „прљавушу са ђубришта”. Нажалост, њихова љубав суочиће се са бројним препрекама, а највећа од њих је Сораја Монтенегро, хистерична, посесивна и болесно љубоморна заводница, чији је једини циљ да се уда за Луис Фернанда, рачунајући притом на Викторијину подршку.

## Улоге
| Глумац               | Улога                                       |
| -------------------- | ------------------------------------------- |
| Талија               | Марија Ернандез де ла Вега Марија из кварта |
| Фернандо Колунга     | Луис Фернандо де ла Вега                    |
| Итати Кантoрал       | Сораја Монтенегро                           |
| Рикардо Блум         | дон Фернандо де ла Вега                     |
| Иран Ерои            | Викторија де ла Вега                        |
| Ектор Соберон        | Владимир де ла Вега                         |
| Освалдо Бенавидес    | Нандито де ла Вега                          |
| Монсерат Гаљоса      | Ванеса де ла Вега                           |
| Лудвика Палета       | Марија де лос Анхелес                       |
| Меће Барба           | Лупе                                        |
| Кармен Салинас       | Агрипина Перез                              |
| Ребека Манрикез      | Карлота                                     |
| Себастијан Гарза     | Педро                                       |
| Мануел Савал         | Оскар Монталван                             |
| Рене Муњоз           | Веракруз                                    |
| Џесика Хуардо        | Вероника Роблес                             |
| Хулијана Пениче      | Алисија Монталван                           |
| Ана Патрисија Рохо   | Пенелопе Линарес                            |
| Силвија Каос         | Каликста Попока                             |
| Леонардо Данијел     | Хинхоса                                     |
| Хуан Антонио Едвардс | др. Родригез Суарез                         |
| Давид Осторски       | Забала                                      |
| Хавијер Гонзалес     | Росалес                                     |
| Сара Монтес          | Елиса                                       |
| Клаудија Ортега      | Антониа                                     |
| Исабел Мартинез      | Ла Тарабиља                                 |
| Хорхе Касерес        | Освалдо Тревињо                             |
| Емилиа Гаранза       | Рејмунда Роблес                             |
| Роберто Бландон      | Хосе Марија Кано                            |
| Лилиа Мичел          | Сор Матилде                                 |
| Хавијер Руан         | Замора                                      |